# Польша на зимних Олимпийских играх 1936
Польша принимала участие в Зимних Олимпийских играх 1936 года в Гармиш-Партенкирхене (Германия) в четвёртый раз за свою историю, но не завоевала ни одной медали.
Польша принимала участие в соревнованиях по горнолыжному спорту, конькобежному спорту, хоккею, лыжным гонкам (18, 50 км и эстафета), прыжкам с трамплина и лыжному двоеборью. Лучших успехов добился Станислав Марусаж в прыжках с трамплина, ставший пятым.